# Солдатенко Вадим Павлович
Вадим Павлович Солдатенко (нар. 28 травня 1996, Запоріжжя, Україна) — український футболіст, воротар.

## Клубна кар'єра
Розпочав грати у футбол в академії «Металурга» (Запоріжжя) з рідного міста, після чого на початку 2011 року перебрався в київське ДЮФШ «Динамо» імені Валерія Лобановського, де провів ще півтора сезони у ДЮФЛ.
З літа 2012 року перебував у структурі «Динамо», будучи воротарем юнацької команди, з якою став одним з героїв команди у Юнацькій лізі УЄФА. У сезоні 2016/17 він був резервним воротарем «Динамо» (U-21), яке стало переможцем молодіжної першості України. Солдатенко значився в заявці динамівського дубля в 17 матчах чемпіонату 2016/17, однак на поле так жодного разу і не з'явився.
Влітку 2017 року Солдатенко на правах вільного агента перейшов у клуб Першої ліги «Нафтовик-Укрнафта», в якому і дебютував на дорослому рівні.

## Збірна
Протягом 2011–2015 років виступав за юнацькі збірні України різних вікових категорій і був учасником юнацького чемпіонату Європи (U-17) у 2013 році та чемпіонату Європи (U-19) у 2015 році.